# Ouo
Ouo ist sowohl eine Gemeinde (französisch commune rurale) als auch ein dasselbe Gebiet umfassendes Departement im westafrikanischen Staat Burkina Faso, in der Region Cascades und der Provinz Comoé. Die Gemeinde hat in 29 Dörfern 23.450 Einwohner.